# Jamie Cook
Jamie Robert Cook (Sheffield, Inglaterra, 8 de julio de 1985) es el guitarrista principal de la banda Arctic Monkeys.
Jamie Cook y Alex Turner son vecinos en High Green. Al igual que Alex Turner, Cook pidió un instrumento musical como regalo de Navidad en 2001, recibiendo su primera guitarra eléctrica. Cook ha sido el miembro más franco de la banda, diciendo: (que él) “odia jodidamente a la prensa” y defendiendo a la banda numerosas veces diciendo: “No podría vernos siendo como Coldplay, sería muy aburrido. Haces giras por tres años y tocas el mismo concierto noche tras noche. Debe ser muy depresivo. A alguna gente le debe encantar hacer eso, pero nosotros no podríamos”. 
Ganó fama por tocar una Fender Telecaster roja, la cual impactó en un amplificador en un programa de televisión en vivo cuando la banda apareció en “Saturday Night Live”. 
Al inicio de la carrera de la banda, Cook se uniría Matt Helders y Andy Nicholson en coros para las canciones como " Fake Tales of San Francisco ", pero actualmente evita cantar.
Cook también se considera que es el "fanático de la música indie" del grupo. Con un gusto musical conformado por The Smiths, The Strokes, Oasis, y Queens of the Stone Age. Cook supuestamente volvió a la banda en lo que es hoy en día. Cook también ha sido descrito como: "El guapo confiado y hablador de la banda"

## Equipo Musical
Jamie uso para el primer disco una Fender Telecaster 62 reissue en color rojo, su pedalboard]] estaba formada por un T-Rex Dr. Swamp, MXR Distortion Plus, un Big Muff Pi y un Boss TU-2 Tuner, más tarde agregó un Electro-Harmonix Pulsar y cambió de guitarra por una gibson ES-335, en cuanto a amplificadores usó varios Fender Hot Rod DeVille 4x10 y Hiwatt Custom 2x12 Combo. 
Para la grabación de Favourite Worst Nightmare y soundchecks de la banda Jamie usó una Gretsch Spectra Sonic, en directo usó su Gibson ES-335 y una Gibson Les Paul Custom Black Beauty, su pedalboard consistía de un Electro-Harmonix Little Big Muff, Guyatone Sustain, Boss LS-2 Line Selector, MXR Distortion Plus, Electro-Harmonix Pulsar, Boss TU-2 Tuner, Electro-Harmonix HOG with Expression Pedal y 2 Electro-Harmonix Deluxe Memory Man, amplificadores usados en esta época fueron los Hiwatt Custom 2x12 Combo con gabinetes de extensión Hiwatt 4x12 y Bad Cat Hot Cat 30R 2x12 con gabinetes de extensión Hiwatt 4X12, También llegó a usar Cabezales Marshall con gabinetes Hiwatt 4x12.
Para las presentaciones de la banda en el Big Day Out Festival Jamie usó una Gibson ES-335 con Bigsby, una Gretsch Spectra Sonic y una Fender Starcaster, la pedalera de Jamie consistía de un Electro Harmonix Big Muff, un Electro Harmonix Deluxe Memory Man, Boss TU-2 Tuner, Boss RE-20, Electro Harmonix Pulsar, Zvex Box of Rock, Fender Phaser y un pedal de expresión.
Durante la época "Humbug" Jamie usó una Gibson ES-335 con Bigsby, Gretsch Spectra Sonic, Fender Starcaster y una Gretsch Chet Atkins g6119, su pedalboard consistía de una Ernie Ball Volume Pedal, Boss TU-2 Tuner, Boss LS-2 Line Selector, Demeter Fuzzulator, Fulltone OCD, Zvex Super Duper 2 in 1, Death by Audio Supersonic Fuzz Gun, Boss RE-20, Electro-Harmonix Deluxe Memory Man, Electro-Harmonix Pulsar y un Electro-Harmonix Hum Debugger, en cuanto a amplificadores Jamie usó el Hiwatt Custom 2x12 Combo y un Simms-Watts head & 4x12 cabinet.

## Vida privada
Cook asistió Ecclesfield Secondary School, en Chapeltown, de Sheffield. Él comenzó a salir con la modelo Katie Downes en 2006. Se comprometieron en 2012 y se casaron el 31 de marzo de 2014. Actualmente tienen dos hijos: Forrest y Bonnie.
- Datos: Q2148580
- Multimedia: Arctic Monkeys / Q2148580